# Christusorden (Portugal)

Kreuz des Christusordens

Der Orden der Christusritter (Christusorden), mit vollem Namen Orden der Ritter unseres Herrn Jesus Christus, portugiesisch Ordem de Cavalaria de Nosso Senhor Jesus Cristoⓘ, war ein 1319 gegründeter portugiesischer Ritterorden. Er wurde 1834 aufgelöst, die Privilegien seiner Mitglieder abgeschafft und der Großteil seines Besitzes öffentlich versteigert. Der Orden wurde danach in einen staatlichen Verdienstorden für besondere militärische und zivile Leistungen umgewandelt, der heute noch verliehen wird. Er ist nicht zu verwechseln mit dem durch Papst Pius X. 1905 in seiner heutigen Form geschaffenen päpstlichen Christusorden, der höchsten Auszeichnung des Heiligen Stuhls.

## Geschichte des Ritterordens

### Vorgeschichte
1307 ordnete Papst Clemens V. an, im Zusammenhang mit den Anklagen und Beschuldigungen gegen die Templer durch Philipp IV. den Schönen von Frankreich, auf der Iberischen Halbinsel ein Konzil abzuhalten, um die Schuld oder Unschuld der Tempelritter in den iberischen Königreichen festzustellen. Das Konzil, darunter der Erzbischof von Lissabon, D. João III. Martins de Soalhães, versammelte sich in Salamanca und stellte die Unschuld des Ordens fest.
1308 schlossen der portugiesische König Dionysius und Ferdinand IV. von Kastilien ein Abkommen, um die Templer in ihren Königreichen zu schützen und deren Güter vor jedem Zugriff zu bewahren. Dieser Übereinkunft schloss sich später auch der König von Aragon an. Ungeachtet dieser Vereinbarung sowie der Beschlüsse des Konzils von Salamanca ordnete Papst Clemens V. an, die Güter des Ordens einzuziehen. Sogleich versuchten auch in Portugal Vertreter der Kirche, u. a. der Bischof von Guarda, D. Vasco II. Martins de Alvelos, sich der Güter der Templer zu bemächtigen. Der portugiesische König ließ das jedoch nicht zu. Er eröffnete vielmehr ein juristisches Verfahren, um diese Güter in das Eigentum der Krone zu überführen.
Im Januar 1310 bekräftigten die Könige von Portugal und Kastilien erneut ihr Abkommen zum Schutz der Templer, während Papst Clemens V. ein weiteres Konzil zur Untersuchung des Verhaltens der iberischen Templer einberief. Sowohl in Medina del Campo als auch erneut in Salamanca, unter Teilnahme der Bischöfe von Lissabon, D. João, und von Guarda, D. Vasco, traten zwei Konzilien zusammen, die beide wiederum die Unschuld der Templer bestätigten. Des Weiteren beschieden die weltlichen Gerichte den Antrag des portugiesischen Königs, die Güter der Templer in das Eigentum der Krone zu überführen, als rechtens, da es sich dabei um altes Königsland gehandelt habe, das den Templern nur zur Nutzung überlassen worden sei.
In der päpstlichen Bulle Ad providam verfügte Papst Clemens V. am 2. Mai 1312, die Güter der Templer dem Ritterorden vom Hospital St. Johannis zu Jerusalem (Johanniter), dem späteren Malteserorden, zu übereignen. Ausgenommen von dieser päpstlichen Anordnung waren ausdrücklich Portugal, Kastilien, Aragon und Mallorca.
Während 1314 in Paris 54 Templer als Ketzer verbrannt wurden, nahm der portugiesische König ausdrücklich eine Landschenkung des Tempelritters João Soares an.
Für den portugiesischen König bestand auf Grund der Streitigkeiten um den Templerorden die einmalige Gelegenheit, nicht nur einen „national-portugiesischen“ Orden zu schaffen, der stark den Interessen des Königshauses unterworfen war, sondern auch die Abhängigkeiten der bestehenden Ritterorden vom Papst und den kastilischen Orden schrittweise zu lockern. Um die auf portugiesischem Territorium zum Abschluss gekommene Reconquista in Nordafrika fortsetzen zu können, benötigte das portugiesische Königshaus eine militärisch schlagkräftige und ökonomisch starke Macht, die es sich mit der Gründung der Christusritter sowie der Einbindung der anderen Ritterorden in die königliche Politik schuf.

### Gründung des Ordens
Durch seine beiden wichtigsten Vertreter beim Heiligen Stuhl, den Kanoniker aus Coimbra Petrus Petri sowie den Ritter Johannes Laurentii (João Lorenço) de Monteseratio, hatte der portugiesische König Dinis 1317 und 1318 mehrfach Widerspruch gegen die Übergabe des Besitzes der Templer an die Johanniter in Portugal vorbringen und über seine Absicht, einen eigenständigen portugiesischen Ritterorden zu gründen, orientieren lassen.
Im August 1318 errichtete König Dinis eine Botschaft beim Heiligen Stuhl, um die Gründung eines neuen Ritterordens, des Ordens der Christusritter in Portugal, genehmigen zu lassen, da seit dem 4. Laterankonzil 1215 das Recht der Genehmigung eines neuen Ordens allein beim Papst lag (constitutio 13, De novis religionibus prohibitis: „… firmiter prohibemus, ne quis … novam religionem inveniat …“; dt.: Das Verbot neuer Orden: „… wir verbieten strengstens, dass jemand … einen neuen Orden gründe …“; zitiert nach: Alberigo, Josepho u. a.: Conciliorum oecumenicorum decreta, Bologna 1973).
Am 14. März 1319 erteilte Papst Johannes XXII. in der Bulle Ad ea ex quibus die Zustimmung zur Gründung des portugiesischen Christusordens. Als Gegenleistung übergab der portugiesische König unbefristet die in der Algarve gelegene königliche Burg von Castro Marim als zukünftigen Sitz des neuen Ordens. Des Weiteren bestimmte der Papst, dass die Güter des Tempelordens in Portugal an den neuen Orden übergehen sollten.
In der päpstlichen Bulle wurde weiterhin bestimmt, dass die Ritter des Ordens der Ritterschaft Jesu Christi nach der Regel des Ritterordens von Calatrava zu leben hatten.
Als geistlicher Visitator für den neuen Orden wurde der Abt des in der Diözese von Lissabon gelegenen Zisterzienserklosters von Alcobaça bestimmt, der auch den Treueeid des jeweiligen Hochmeisters im Namen des Papstes abzunehmen hatte sowie die Jurisdiktion sowohl über die Christusritter als auch über den Ritterorden von Avis besaß.
Wie in anderen Orden auch legten die Mitglieder des Ordens der Ritterschaft Jesu Christi ein feierliches Gelübde der drei evangelischen Räte ab:
- Armut, d. h. Verzicht auf persönliches Eigentum,
- Gehorsam, d. h. Verzicht auf selbständige Lebensplanung,
- Ehelosigkeit, d. h. Verzicht auf Bindung an eine Familie.

Des Weiteren gelobten sie, in strenger gemeinschaftlicher Klausur (zumeist in Ordensburgen) zu leben, den christlichen Glauben zu verbreiten und die Ungläubigen zu bekämpfen.
Auch bei den portugiesischen Christusrittern legten drei verschiedene Gruppen das feierliche Gelübde ab: die adligen Ritter, die hauptsächlich den Waffen- aber auch den Pilgerdienst ausübten; die relativ kleine Gruppe der Ordenskapläne, die die geistliche Betreuung aller Ordensmitglieder versahen; und die große Gruppe der Laienbrüder, die die materielle Versorgung des Ordens sicherten oder ein Handwerk ausübten, aber auch den Waffendienst übernahmen. Der Akt des Ablegens des feierlichen öffentlichen Gelübdes war normalerweise unumkehrbar und machte den, der es ablegte, rechtsunfähig; z. B. konnte er kein Eigentum mehr erwerben. Rechtsakte, die er setzte bzw. Erklärungen, die er abgab, besaßen keine Rechtsgültigkeit mehr.
Neben diesen eigentlichen Ordensmitgliedern, von denen wiederum nur eine relativ geringe Anzahl adlige Ordensritter waren, lebten auf den Ordensgütern eine Vielzahl von Bediensteten, Hörigen, abhängigen Bauern und Handwerkern sowie Menschen, die im Umfeld des Ordens in Kriegs- und Friedenszeiten ihr Brot verdienten.
Im November 1319 wurde mit Gil Martins (Aegidius Martini), der bis dahin Meister des Ritterordens von Avis war, der erste Hoch- oder Großmeister gewählt. Der Hochmeister war dem portugiesischen König zur persönlichen Eidesleistung und Mannschaft (Lehnsdienst) verpflichtet, woraus dem König jedoch kein Recht auf Ordensbesitz erwuchs. Der Hochmeister sowie die Praezeptoren des Ordens (dem Hochmeister untergeordnete Führungspositionen des Ordens) hatten die Pflicht zur Hoffahrt.
Die wichtigsten Ämter der Praezeptoren gemäß der Rangfolge waren:
- der Groß-Prior (prior-mor), zuständig für die kirchliche Gerichtsbarkeit im Orden sowie die Ausübung der geistlichen Betreuung seiner Mitglieder innerhalb und außerhalb des Ordensbesitzes;
- der Groß-Komtur (comendador-mor), der bei Tod des Großmeisters und in Abwesenheit des Groß-Priors sowie im Fall der Vakanz dieser Ämter dem Orden vorstand;
- der Schlüsselbewahrer (claveiro), dem die Obhut der Schlüssel des Konvents sowie die Versorgung und Verpflegung der Ordensmitglieder übertragen war;
- der Groß-Sakristan (sacristão-mor), der die Siegel des Ordens, die Archive u. a. verwahrte;
- der Bannerträger (alferes), der bei Prozessionen sowie bei allen Kriegshandlungen, an denen auch der Großmeister teilnahm, das Banner des Ordens trug.

Am 19. Dezember 1319 wurde in einem königlichen Schreiben die Übergabe der Güter der Templer an den neuen Orden bestätigt. Diese Güter lagen vorrangig in Zentralportugal südlich des Mondego und zogen sich bis in die Region Beira Baixa.
Am 11. Juni 1321 erließ der Hochmeister die ersten Statuten des Ordens für 69 bewaffnete und gerüstete Ritter, neun Kapläne sowie sechs Sergeanten.
Bereits 1326 erließ der zweite Großmeister, João Lorenço, eine überarbeitete und angepasste Ordenskonstitution.

### Weitere Entwicklung
Zwischen 1327 und 1335 führte Martím Gonçalves Leitão als dritter Großmeister den Orden. Sein Nachfolger war bis zum Jahr 1344 sein Bruder Estevão Gonçalves Leitão. Diesem folgte als fünfter Großmeister Rodrigo Anes.
In dieser Zeit wurde der Orden eine wichtige Stütze des portugiesischen Königshauses und erhielt im Lauf der Zeit dafür eine Vielzahl von Schenkungen (Burgen, Kleinstädte, Dörfer, Weiler etc.) sowie Rechte und Privilegien.

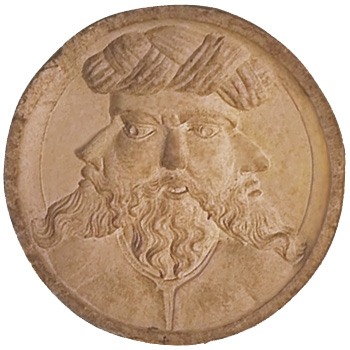
Der Baphomet-Schlussstein im Convento de Cristo Tomar, Portugal

Ihr Hauptquartier hatten die Ritter anfangs in Castro Marim an der Grenze zu Kastilien. Im Jahr 1357 zur Zeit des sechsten Großmeisters Nuno Rodrigues wurde der Hauptsitz des Ordens in das 1157 vom (wahrscheinlich) ersten Ordensmeister der portugiesischen Templer Gualdim Pais gegründete Tomar verlegt. Hier, im 1168 von den Tempelrittern gegründeten Konvent, wurde der Convento de Cristo errichtet. Tomar blieb fortan das Hauptquartier des Ordens.
Die enge Verbindung zum Königshaus belegt auch die Tatsache, dass der siebte Großmeister des Ordens, Lopo Dias de Sousa, der Neffe der Frau Königs Ferdinand I., Leonore Teles de Menezes, war.
Eine neue Qualität des Verhältnisses der Ritterorden zum portugiesischen Königshaus wurde unter König Johann I. erreicht, der als ehemaliger Meister des Ritterordens von Avis auf das Genaueste das militärische Potential und die wirtschaftlichen Ressourcen sowie die Interessen und die „Hauspolitik“ der Ritterorden einschätzen konnte. So war es auch kein Zufall, dass in der Revolution von 1383 neben den Christus- und Avisrittern auch die portugiesischen Santiagoritter sowie die Hospitaliter Johann I. in seinem Kampf um die portugiesische Unabhängigkeit gegen Kastilien beistanden.
Es war daher nur folgerichtig, dass der portugiesische König Schritt für Schritt Angehörige des Königshauses in enger Abstimmung mit dem Papst in Führungspositionen der Ritterorden wählen ließ.

So wurde Johann I. am 25. Mai 1420 in der päpstlichen Bulle In apostolice dignatis specula bestätigt, dass seinem Sohn Heinrich dem Seefahrer und Herzog von Viseu der Titel eines Administrators bzw. Gouverneurs des Ordens der Christusritter auf Lebzeiten verliehen wurde. Da Heinrich die Weihen nicht erhalten hatte, war er „nur“ der weltliche Führer des Ordens, obwohl er in der Literatur häufig als Großmeister angesprochen wird. Seit mit Heinrich weltliche Verwalter des Großmeisteramts eingesetzt wurden, nahm der Großprior des Ordens – als praelatus nullius dioecesis – die geistliche Verwaltung des Großmeisteramts und somit die geistliche Jurisdiktionsgewalt wahr.
Gestützt auf die ökonomische und militärische Macht des Ordens wurde Heinrich der Seefahrer zum Protagonisten der sich an der afrikanischen Küste nach Süden entlang tastenden portugiesischen Expansion. Ein wichtiger Grund der Finanzierung und planmäßigen Aussendung von See-Expeditionen war die Suche der Portugiesen nach dem sagenhaften Reich des Erzpriesters Johannes, das im „afrikanischen Indien“ vermutet wurde. Gemeinsam mit den christlichen Truppen des Erzpriesters sollte dann der Kampf gegen Mauren und Islam nicht nur vom europäischen Norden, sondern auch vom afrikanischen Süden aus geführt werden.
Während der Zeit der Entdeckungen hatte der Christusorden außerordentlichen Einfluss. Die Karavellen Heinrich des Seefahrers trugen das Emblem des Ordens, das rote Kreuz auf weißem Grund, auf ihren Segeln.
Am 13. März 1456 übertrug Papst Calixt III. in seiner Bulle Inter cetera dem Christusorden die gesamte geistliche Gewalt über alle Gebiete südlich von Kap Bojador und Kap Nun, über Guinea bis zu den Indern sowie über die Inseln im Atlantik. Diese Bulle ist das auf die geistliche Jurisdiktion gerichtete Gegenstück zur Bulle Romanus Pontifex (8. Januar 1455). In dieser hatte Papst Nikolaus V. dem portugiesischen König Alfons V., dessen Onkel Heinrich dem Seefahrer sowie ihren Nachfolgern bereits die Länder, Häfen, Inseln und Meere Afrikas samt dem Patronat über die Kirchen, das Handelsmonopol (außer den Handel mit Kriegsmaterial), das ausschließliche Recht der Schifffahrt in diesen Gewässern sowie das Recht, die Ungläubigen in die Sklaverei zu führen, übertragen. Das Padroado (portugiesisch für Patronat) war ein Arrangement zwischen dem Heiligen Stuhl und dem Königreich Portugal zur Missionierung neu eroberten Territoriums seitens der portugiesischen Krone.
Inter cetera bestätigte die dem Christusorden durch Alfons V. am 7. Juni 1454 bewilligten Privilegien sowie alle Privilegien der den Portugiesen durch die Vorgänger von Papst Kalixt III. verliehenen Rechte und Privilegien. Der Papst übertrug mit diesem Sendschreiben dem Christusorden die ordentliche geistliche Gerichtsbarkeit sowie die Herrschaft und Amtsgewalt in geistlichen Dingen über „alle erworbenen und die noch zu errwerbenden“ Gebiete. Dieses weitreichende Privileg ermöglichte dem Orden später auch in Indien die kirchliche Jurisdiktion auszuüben.
Diese Bulle verlieh dem Großprior (immer ein Geistlicher) der Christusritter auch das Recht, alle Pfründen, die in diesen Gebieten bereits errichtet wurden oder noch errichtet werden, zu verleihen. Außerdem wurde diesen Gebieten der Status nullius dioecesis verliehen, d. h., sie unterstanden keinem Bischof und somit nur dem Großprior. Der Großprior des Christusordens erlangte damit einen Status, der ihn den Bischöfen gleichstellte – jurisdictio quasi episcopalis.
Um den Orden weiter zu stärken, übertrug ihm Heinrich der Seefahrer am 26. Dezember 1457 das Zwanzigstel aller Einkünfte aus dem afrikanischen Guinea-Handel.
Nach dem Tod Heinrichs folgte ihm 1460, von der Kurie bestätigt, sein Neffe, der Herzog von Viseu, D. Fernão, ein Bruder Königs Alfons V., ebenfalls als Administrator des Ordens, so dass die weltliche Führung der Christusritter in der königlichen Familie verblieb. Damit gelang es dem portugiesischen Königshaus, ihre afrikanischen Besitzungen weiterhin mit den Einkünften des Ordens zu sichern. Nach dem Tod Fernãos wurde 1470 dessen erst 8-jähriger Sohn D. Diogo zum Administrator der Christusritter ernannt und in dieser Aufgabe durch seinen älteren Bruder D. João († 1483) vertreten.
1484 ließ König Johann II. den Administrator Diogo wegen der Beteiligung an einer Adelsverschwörung hinrichten. Als neuer Administrator wurde ein weiterer Sohn von D. Fernão, der spätere König (1495) D. Manuel, Herzog von Viseu und Beja, zum Administrator des Christusordens ernannt.
In dieser Zeit entwickelte sich der Orden zu einer der vornehmsten Einrichtungen Portugals. Für adlige Familien galt es als eine große Ehre, wenn ihre zumeist nicht erbberechtigten jüngeren Söhne im Alter zwischen 10 und 12 Jahren als Novizen im Orden Aufnahme fanden. Bei vielen Familien aus Adel und Hochadel gab es bereits langjährige Traditionen der Zugehörigkeit zu den verschiedenen portugiesischen Ritterorden. Bekannte Mitglieder der Christusritter waren unter anderem Bartolomeu Diaz, Vasco da Gama, Pedro Álvares Cabral oder Martin Behaim.
1496 erteilte Papst Alexander VI. den Christusrittern den Dispens vom Zölibat, 1505 erhielt der Orden den Dispens vom Gelübde der Armut.
Diese päpstlichen Entscheidungen trugen der stürmischen Entwicklung des Ordens Rechnung. Verfügte der Orden 1495 noch über 80 Komtureien (Verwaltungsgebiete, aus denen Einkünfte bezogen wurden), entstanden nach der Ordensreform von 1503 allein 37 neue Komtureien in Nordafrika sowie 8 auf den Inseln im Atlantik. Darüber hinaus traten zwischen 1510 und 1521 408 neue Mitglieder dem Orden bei.
Am 30. Juni 1516 übertrug Papst Leo X. in der Bulle Constanti fidei die Verwaltung aller Meisterämter der drei portugiesischen Ritterorden auf Lebzeiten dem portugiesischen König Manuel. Damit erlangte die Krone endgültig Zugriff auf die Pfründen des Christusordens in Übersee und konnte diese für geleistete Dienste verleihen.
Beim Tod Manuels im Jahr 1521 besaß der Christusorden 454 Komtureien. Mit der Ernennung von König Johann III. zum Großmeister und Administrator im Jahr 1521 traten 991 neue Ritter dem Orden bei.
1522 betrachten einige Historiker als das Jahr, in dem die bis heute bestehende Trennung in zwei Zweige, einem religiösen, der Kurie unterstehenden, und einem weltlichen, von den portugiesischen Königen bzw. deren republikanischen Nachfolgern dominierten Zweig, erfolgte. Für diese Auffassung gibt es eine Reihe von Indizien, aber keine eindeutigen Belege.
Mit der am 30. Dezember 1551 durch Papst Julius III. erlassenen Bulle Praeclara charissimi wurden alle Meisterämter der Militär- bzw. Ritterorden für immer in die portugiesische Krone inkorporiert. Der portugiesische König wurde damit Patronatsherr aller Kirchenprovinzen in den portugiesischen Gebieten in Übersee. Dies war ein entscheidender Schritt bei der Durchsetzung des Gewaltmonopols der Krone und des Zugangs zu Einkünften, Rechten und Privilegien, die es der Krone gestatteten, die Vertreter unterschiedlichster Schichten an sich zu binden und für ihre Dienste angemessen zu entlohnen.

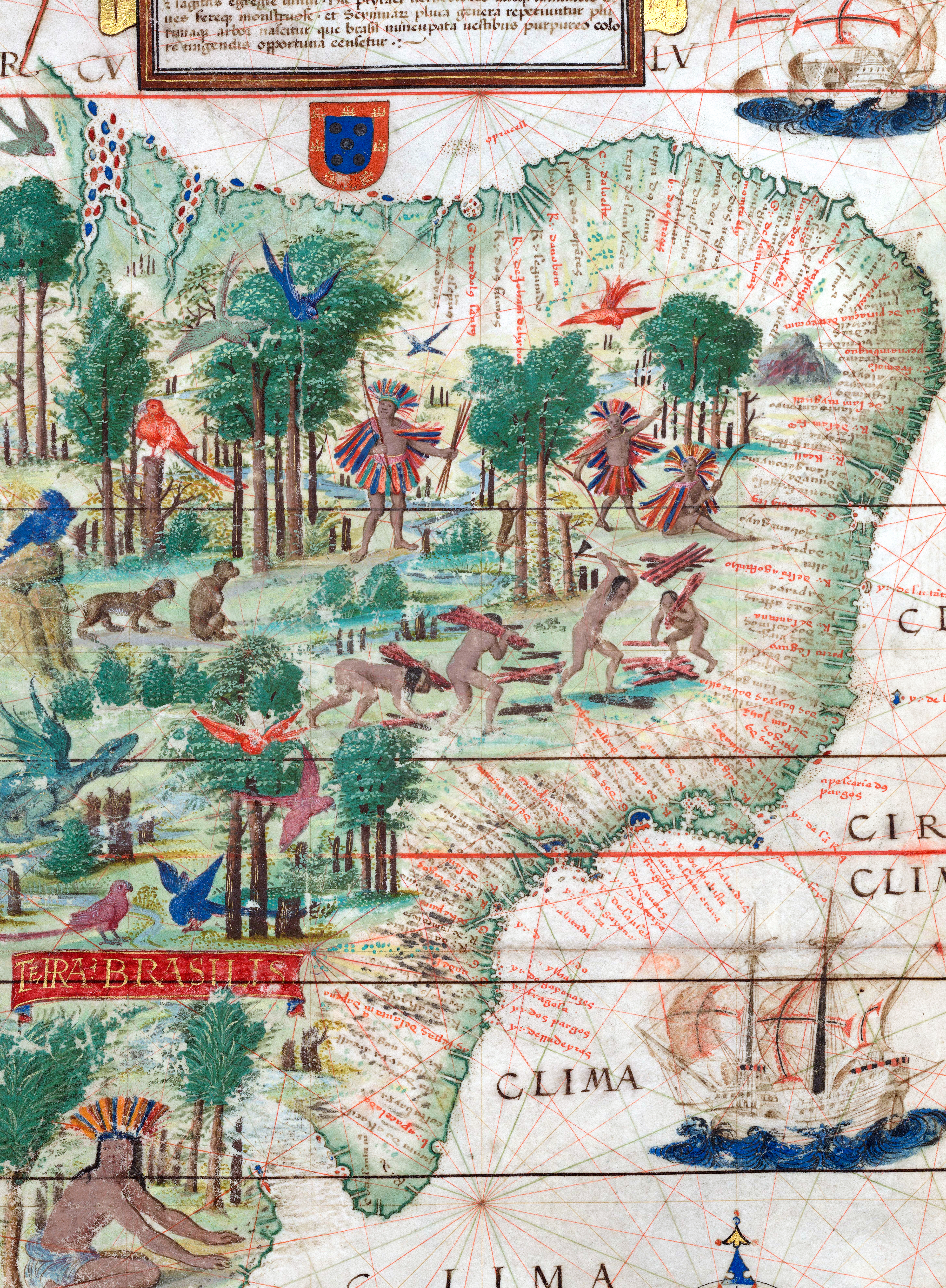
Karavellen vor der „Terra Brasilis“ mit dem Christusorden, im Miller Atlas von 1519 von Pedro Reinel und Lopo Homem

### Übernahme durch die portugiesische Krone
Bereits Ende des Jahres 1532 wurde unter Johann III. eine Institution, Mesa da Consiência (etwa: Ausschuss oder Rat des Gewissens), gegründet, die neben anderen Aufgaben auch mit der Verwaltung der Ritterorden im Auftrag des Königs befasst war, so dass sie recht schnell die Bezeichnung Mesa da Consiência e Ordens erhielt. Gegenüber den Ritterorden führte die Mesa da Consiência e Ordens eine Vielzahl von Aufgaben aus: Verwaltung und Ausübung des königlichen Patronats, Visitation der Konvente von Avis und Palmela, Überwachung der Komtureien der Orden und der Güter der Ordensmeister, der verliehenen Rechte und Privilegien etc.
Für den Christusorden galten in diesem Zusammenhang noch einige Sonderbedingungen. So blieben z. B. die Angelegenheiten des Konvents von Tomar (Hauptsitz der Christusritter) sowie die des ebenfalls den Christusrittern gehörenden Lissabonner Klosters Mosteiro da Luz außerhalb des Einflusses der Mesa da Consiência e Ordens. Die Ursache für diese Ausnahmeregelung lag in den 1529 durch den Apostolischen Visitator, António de Lisboa, im Konvent von Tomar im Rahmen der katholischen Gegenreformation eingeleiteten Reformen. So wurden z. B. alle Priester und Religiose des Ordens verpflichtet, am gemeinsamen Leben im Konvent von Tomar teilzunehmen, was zu einer Revitalisierung des geistigen Lebens des Ordens führte. Bis zum Jahr 1789 unterlagen die Angelegenheiten des Konvents daher der Aufsicht und Entscheidung des Apostolischen Visitators bzw. des General- oder Groß-Priors des Ordens und nicht dem königlichen Großmeister bzw. der Mesa da Consiência e Ordens. Für alle anderen Güter des Christusordens galt diese Ausnahme jedoch nicht.
Zur Verbesserung der Ausbildung ihrer Brüder in den verschiedenen Disziplinen der Theologie schuf der Christusorden Mitte des 16. Jahrhunderts eine besondere Ausbildungsstätte, das Colégio de Tomar.
1570 wurde, wie in den anderen portugiesischen Ritterorden auch, im Christusorden die von der Inquisition überwachten Vorschriften über die limpeza de sangue („Reinheit des Blutes“) für alle Ritter, Kanoniker und dienenden Brüder eingeführt und am 18. August 1570 durch die Bulle von Papst Pius V., Ad regie maiestatis, bestätigt. Aber erst ab 1597 wurden, auch unter dem Einfluss der Zwangseinheit mit Spanien, die Untersuchungen auf die Geburtsorte der Kandidaten sowie die ihrer Eltern und Großeltern ausgedehnt. Die Mesa da Consiência e Ordens („Tafel für Gewissen und Orden“) schuf dazu ein Netz von lokalen Kommissionen im gesamten Königreich. Es gelang der Inquisition jedoch in Portugal nie, die entsprechenden Vorschriften so rigide durchzusetzen, wie es eigentlich vorgesehen war. So wurden z. B. 1591 der königliche Mathematiker und Kosmograph João Baptista Lavanha, der jüdischer Abstammung war, zum Christusritter ernannt. Gleiches galt für Felipe Camarão, einen indianischen Offizier in portugiesischen Diensten, und Henrique Dias, einem Nachfahren afrikanischer Sklaven, für ihren Kampf auf Seiten der Portugiesen gegen die Holländer in Brasilien 1630 bis 1654. Ab dem beginnenden 17. Jahrhunderts war auch der Adel des Königreichs Kongo von der limpeza de sangue dispensiert und der Mani-Kongo erhielt das Recht, Christusritter zu ernennen. Bis ins 19. Jahrhundert bildete der kongolesische Zweig des Christusordens eine Institution zur Integration von Missionaren, Handel und Verwaltung im Königreich Kongo.
Im Lauf der Zeit wuchs die Unzufriedenheit in den Ritterorden, da die Mitglieder und Beamten der Mesa da Consiência e Ordens zumeist keine Angehörigen der Ritterorden waren. Die Forderung nach Reformen innerhalb der Orden und ihrer Verwaltung wurde bereits seit Ende des 16. Jahrhunderts erhoben. Es wurden immer wieder Kommissionen gebildet, diese Aufgabe umzusetzen. 1619 gelang es dann, nach einer Besichtigung durch den auch in Portugal herrschenden spanischen König Philipp III., eine Reihe von Reformen in neue Regelungen und Statuten für die portugiesischen Ritterorden einfließen zu lassen. All diese Maßnahmen wurden von einer Versammlung der Ritter und Komture jedes Ordens bestätigt.
Es ging bei diesen Reformen besonders um die Neuinterpretation der traditionellen Besitzungen, Komtureien, Rechte und Privilegien der Ritterorden, resultierte doch die große Nachfrage nach dem Status eines Ordensos, von denen der der Christusritter der angesehenste war, auch aus der Befreiung der Einkünfte der Komture und Ordensritter vom Zehnten sowie von vielen Steuern und Zöllen. Anfang des 17. Jahrhunderts verfügte der Christusorden über mehr als 500 Komtureien, wobei nicht selten ein Ordensritter die Einkünfte aus mehreren Komtureien erhielt, da das Königshaus mit diesen Einkünften auch geleistete Dienste belohnte. Darüber hinaus verfügte der Christusorden u. a. über Zahlungen aus Rechten an den Einkünften der Casa da Índia, Casa de Tânger sowie de Mazagão.
Mit Billigung des Heiligen Stuhls flossen im Lauf der Zeit die Mehrzahl der Einkünfte in die Taschen immer weniger Familien des portugiesischen Hochadels sowie des Königshauses, das oft auch über viele Jahre Komtureien unbesetzt ließ, um die Einkünfte selbst zu nutzen. Auch die in den Konventen lebenden dienenden Brüder sowie die Kleriker der verschiedenen Patronatskirchen bezogen viele ihrer Einkünfte aus dem Orden.

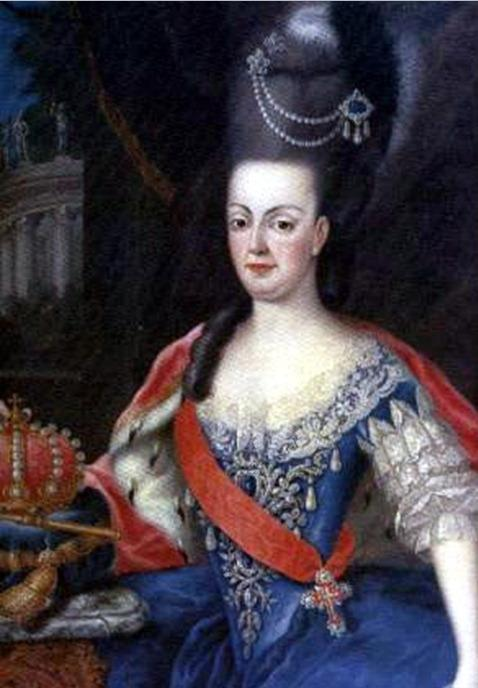
Maria I. mit dem Ordenskreuz am Schulterband

1789 führte Maria I., bestätigt durch die päpstliche Bulle Pius’ VI. Qualqunque a maioribus vom 18. August 1789, eine tiefgreifende Reform und Säkularisation der Ritterorden durch. Sie erließ eine neue differenzierte Hierarchie und bestimmte, dass der Christusorden zum neuen Verdienstorden für adlige Politiker, aber auch für die ausschließlich adligen Inhaber hoher ziviler und militärischer Posten auszubauen sei. Dabei orientierte sie sich an der Entwicklung der europäischen Ritterorden.
Die liberale Revolution von 1834 löste wie alle anderen Orden auch den Christusorden auf.

### Liste der Großmeister
Bis zur Übernahme durch die Krone hatte der Orden 12 Großmeister, seit 1495 wurde das Amt vom jeweiligen König von Portugal ausgeführt. Insgesamt waren 14 Könige Großmeister des geistlichen, drei Könige und zwei Königinnen des weltlichen Ritterordens.
1. Gil Martins
2. João Lourenço aus Monsaraz
3. Martim Gonçalves Leitão
4. Estevão Gonçalves Leitão
5. Rodrigo Anes
6. Nuno Rodrigues Freire de Andrade ( – 1373)
7. Lopo Dias de Sousa (1373–1417)
8. Nuno Rodrigues (1417–1420)
9. Infant Henrique (1420–1460)
10. Afonso V. (1460–1481)
11. Diogo de Viseu (1481–1484)
12. Manuel de Viseu (1484–1521)
13. Johann III. von Portugal (1521–1557)König Sebastian mit dem Ordenskreuz um den Hals

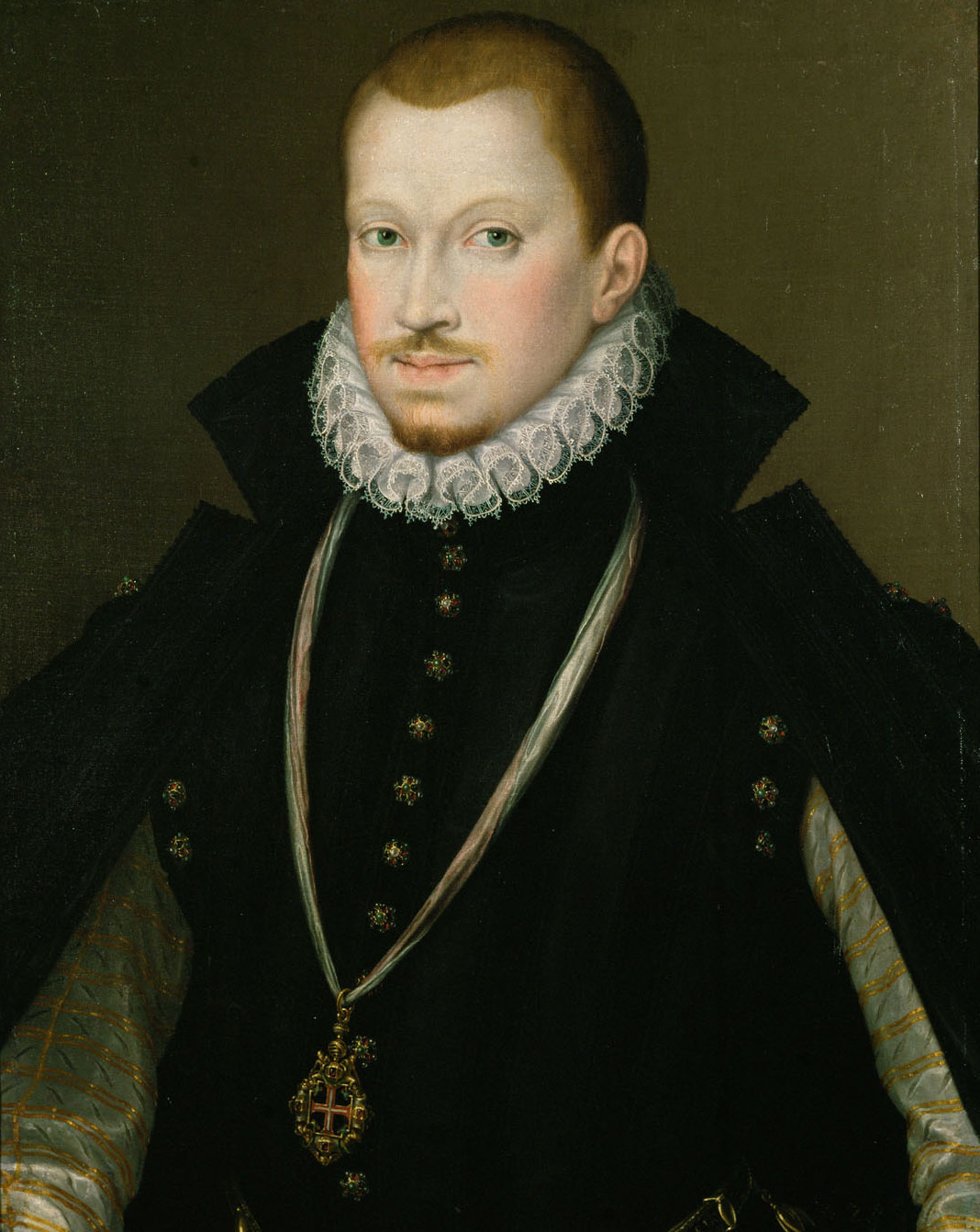
König Sebastian mit dem Ordenskreuz um den Hals

14. Sebastian von Portugal (1557–1578)
15. Heinrich Kardinal von Portugal (1578–1580)
16. Philipp II. von Spanien (1580–1598)
17. Philipp III. von Spanien (1598–1621)
18. Philipp VI. von Spanien (1621–1640)Johann VI. mit dem Ordenskreuz auf dem Kürass
19. Johann von Bragança (1640–1656)

Johann VI. mit dem Ordenskreuz auf dem Kürass

20. Alfons VI. der Siegreiche (1656–1682)
21. Peter II. der Friedliche (1683–1706)
22. Johann V. der Großherzige (1706–1750)
23. Joseph I. der Reformator (1750–1776)
24. Peter III. (1776–1786)
25. Maria I. (1789–1816)
26. Johann VI. der Milde (1816–1826)
27. Peter IV. der Soldatenkönig (1826)
28. Maria II. (1826–28)
29. Michael (1828–34)

## Geschichte des Verdienstordens
Bereits kurz nach seiner Auflösung als Ritterorden wurde der Christusorden als eine Auszeichnung für verschiedene Verdienste neu begründet. 1910 wurde sie nach der Ausrufung der Republik abgeschafft, aber 1918 als Verdienstorden für die öffentliche Verwaltung wieder neu gestiftet.
Bis zum Sturz der Monarchie im Jahr 1910 war der Christusorden in die Ordensklassen Großkreuz, Komtur und Ritter geteilt. Das Ordenszeichen des Großkreuzes war ein rot emailliertes Tatzenkreuz (Templerkreuz) mit weißer Einfassung. Im Mittenmedaillon befand sich ein weißes Griechisches Kreuz, das auf einem roten Prankenkreuz lag (d. h. dem Griechisches Kreuz mit sich nach außen verbreiternden Kreuzenden). Das Ordenskreuz war von einem grün emaillierten Lorbeerkranz umgeben und hing an einer goldenen Königskrone. Die übrigen Klassen trugen das einfache Ordenskreuz des Mittenmedaillons der Großkreuze, das an einer goldenen Königskrone hing. Großkreuze und Komture trugen einen silbernen achtstrahligen Bruststern, der auf dem Mittenmedaillon dasselbe Emblem des Christuskreuzes wie das Ordenszeichen trug. Der Stern besaß außerdem ein rot emailliertes Emblem des Herzens Jesu auf dem obersten Strahl über dem Mittenmedaillon. Das Großkreuz wurde zuerst nur an einer Collane getragen, erst um 1830 führte man das rote Schulterband ein, in derselben Farbe wie das Band der sonstigen Klassen des Ordens.
Während der Monarchie mussten alle inländischen Ritter adlig und katholisch sein. Die Zahl der Komture war entsprechend der Zahl der Komtureien vor 1789 auf 450 begrenzt, die der Ritter uneingeschränkt. Die Ritter des Ordens waren berechtigt, das Ordenskreuz unter ihren Wappen anzubringen.
Die Republik behielt den Orden, erweiterte aber die Klassen auf fünf:
- Großkreuz
- Großoffizier
- Komtur
- Offizier
- Ritter

Das Ordenszeichen war nun einheitlich für alle Klassen – nur das rote Prankenkreuz, das mit dem weißen Griechischen Kreuz belegt war, ohne Königskrone als Aufhängung. Der Bruststern (in Gold für die 1. und 2. Klasse, in Silber für die 3. Klasse) erhielt nun 24 durchbrochene Strahlen, das Mittenmedaillon des Kreuzes wurde nicht verändert, aber das Herz-Jesu-Emblem entfernt. Die Ordenszeichen der oberen drei Klassen hingen an einem grün emaillierten Lorbeerkranz, die der unteren zwei an einem einfachen Ring. Das rote Ordensband wurde beibehalten und die Adelsprobe abgeschafft.
Siehe auch: Kategorie:Träger des portugiesischen Christusordens